# Madeleine Hartog-Bell
Madeleine (lub Madeline) Hartog-Bell (ur. 12 czerwca 1946 w Camaná, Arequipa Region, Peru) – peruwiańska modelka, Miss World 1967.